# David J. Barron

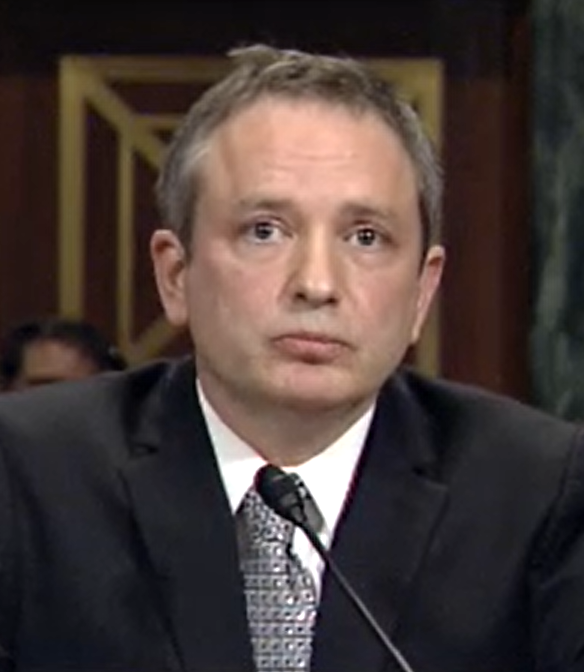
David J. Barron (2013)

David Jeremiah Barron (* 7. Juli 1967 in Washington, D.C.) ist ein US-amerikanischer Jurist, der unter anderem seit 2022 Präsident des Berufungsgerichts der Vereinigten Staaten für den ersten Gerichtsbezirk (Chief Judge of the US Court of Appeals for the First Circuit) ist.

## Leben
David Jeremiah Barron, Sohn des Juristen und Hochschullehrers Jerome A. Barron, absolvierte nach dem Schulbesuch ein grundständiges Studium am Harvard College, welches er 1989 mit einem Bachelor of Arts (B.A.) beendete. Ein darauf folgendes Studium der Rechtswissenschaften an der dortigen Harvard Law School schloss er 1994 mit einem Doktor der Rechte JD (Juris Doctor) ab. Während seines Studiums arbeitete er zwischen 1989 und 1991 als Reporter die in Raleigh erscheinende Tageszeitung „The News & Observer“. Im Anschluss war er von 1994 bis 1995 erst Wissenschaftlicher Assistent von Stephen Reinhardt, einem Richter am US-Berufungsgericht für den neunten Gerichtsbezirk, sowie danach zwischen 1995 und 1996 Wissenschaftlicher Assistent des Richters am Obersten Gerichtshof der USA, John Paul Stevens. 1996 wechselte er in das US-Justizministerium und war dort bis 1999 als Mitarbeiter der Abteilung für Rechtsberatung (Office of Legal Counsel) tätig. 1999 wurde er zunächst Assistenzprofessor an der Harvard Law School und lehrte dort im Anschluss von 2004 bis 2011 erst als Professor sowie im Anschluss zwischen 2011 und 2014 als Professor am dortigen „S. William Green“-Lehrstuhl für öffentliches Recht. Zugleich war er von 2009 bis 2010 noch einmal im US-Justizministerium tätig, und zwar anfangs im Range eines Acting US Assistant Attorney General als kommissarischer Leiter der Abteilung für Rechtsberatung sowie 2010 als Berater.
Am 24. September 2013 wurde Barron erstmals als Bundesrichter für das Berufungsgericht des ersten Gerichtsbezirks nominiert. Da jedoch keine Zustimmung des US-Senats erfolgte, wurde er am 6. Januar 2014 durch US-Präsident Barack Obama für den vakanten Sitz des Richters Michael Boudin erneut als Bundesrichter für das Berufungsgericht des ersten Gerichtsbezirks nominiert. Nach der Zustimmung des US-Senats am 22. Mai 2014 trat er dieses Amt offiziell am 23. Mai 2014 an. Als Nachfolger von Jeffrey R. Howard übernahm er am 1. April 2022 auch das Amt als Präsident des Berufungsgerichts der Vereinigten Staaten für den ersten Gerichtsbezirk (Chief Judge of the US Court of Appeals for the First Circuit) und bekleidet dieses seither. In dieser Funktion ist er seit 2022 auch Mitglied der US-Justizkonferenz (Judicial Conference of the United States), ein 1922 eingerichtetes Gremium, das vom Obersten Richter der Vereinigten Staaten (Chief Justice of the United States) geleitet wird und aus dem Obersten Richter, dem Vorsitzenden Richter jedes Bundesberufungsgerichtsbezirks, einem Bezirksrichter aus verschiedenen Bundesgerichtsbezirken und dem Vorsitzenden Richter des US-amerikanischen Gerichtshofs für internationalen Handel (US Court of International Trade) besteht. 
David J. Barron, der auch Fellow der American Academy of Arts and Sciences ist, ist mit der Regierungsbeamtin und Sachbuchautorin Juliette Kayyem verheiratet, die in der Regierung von Präsident Obama von 2009 bis 2010 US Assistant Secretary for Intergovernmental Affairs im Ministerium für Innere Sicherheit der Vereinigten Staaten war. Aus dieser Ehe gingen drei Kinder hervor.

## Veröffentlichungen
- Local government law, Mitautoren Gerald Frug, Richard Thompson Ford, Thomson/West,  Saint Paul 2006, ISBN 0-3141-5903-7
- City bound how states stifle urban innovation, Mitautor Gerald Frug, Cornell University Press, Ithaca 2008, ISBN  978-0-80144-5-149
- Marauders of the synchronetic line, Indianapolis 2015, ISBN 978-1-45753-7-912
- Waging war the clash between presidents and Congress, 1776 to ISIS, Simon & Schuster, New York 2016, ISBN 978-1-45168-1-970
- Gellhorn and Byse’s administrative law cases and comments, Mitherausgeber Peter L. Strauss, Todd Rakoff, Gillian E. Metzger, Anne Joseph O’Connell, Foundation Press, Eagan 2023, ISBN 978-1-63659-4-644